# Portajamones

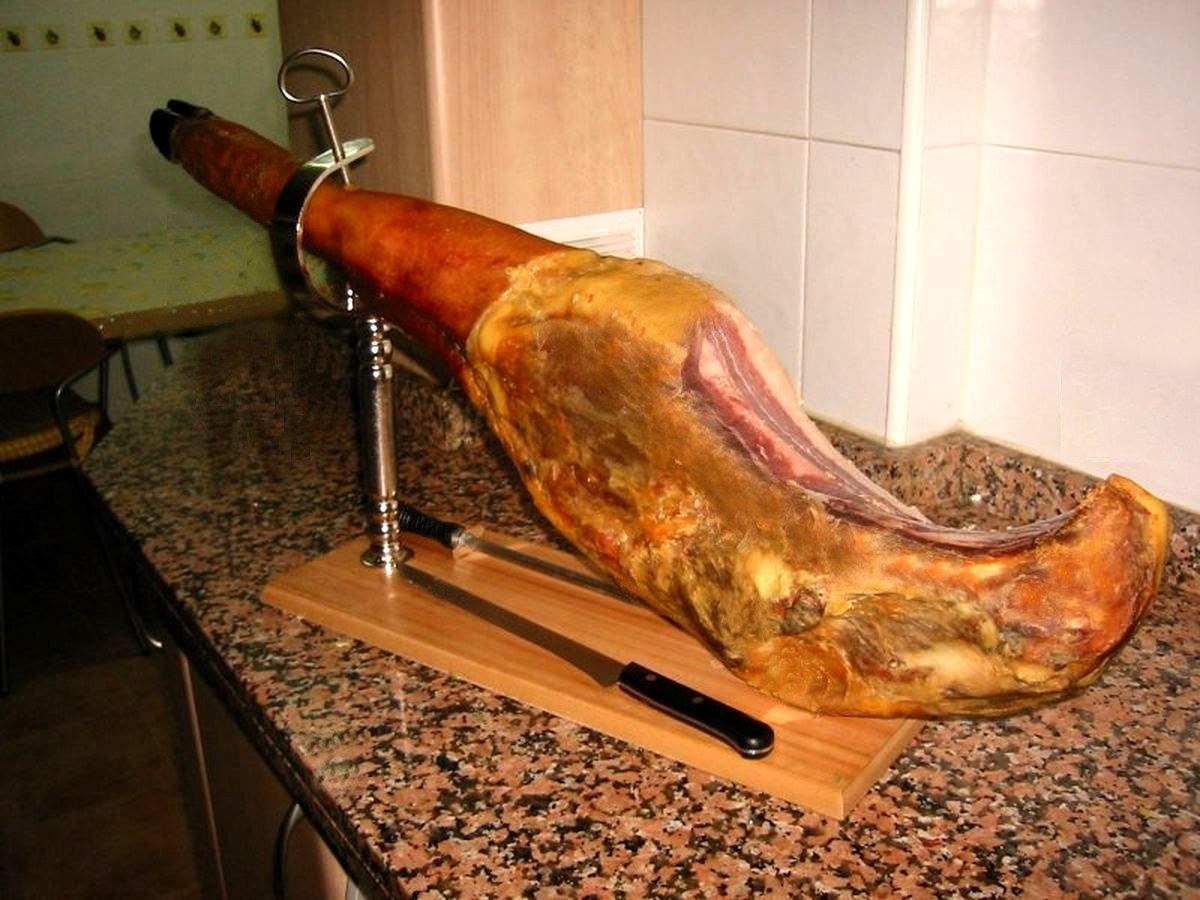
Portajamones de madera, con columna soporte de la pata de acero inoxidable, sosteniendo un jamón "Pata Negra".

Un portajamones o soporte jamonero es un soporte especial, de longitud adecuada (aproximadamente la de un jamón) empleado para cortar lonchas de jamón ('loncheado') o bien jamón en tacos. A veces se denomina simplemente como jamonero o también jamonera.
Los expertos dicen que para degustar el jamón debe ser cortado a mano, con el empleo de un cuchillo jamonero, y afirman que el corte mecánico de algunas charcuterías hace que el jamón pierda propiedades organolépticas. 

## Características
Normalmente está construido de madera y suele tener una longitud de 45 a 50 cm (puede haber de diversas medidas para adaptarse al tipo de extremidad del cerdo que se quiera cortar) y una  anchura de 15 a 20 centímetros. Tiene un tornillo puntiagudo en cada extremo: uno de fijación sobre una columna con una palomilla para apretar la pata del jamón y el otro como soporte sobresaliendo de la base para anclar la parte ancha del jamón.
Existe un tipo que tiene una argolla de fijación rotatoria que permite girar el jamón sin aflojar el tornillo de fijación, para que se pueda cortar con precisión mientras se acomoda la posición de corte al perfil del jamón. Recientemente se han comenzado a fabricar de acero inoxidable.
El mercado evoluciona y los soportes jamoneros, de la mano de la cada vez más amplia experiencia y conocimiento de los expertos profesionales en el corte de jamón, incorporan nuevas funcionalidades y características, tales como giro en caña (cabezal giratorio), giro horizontal (útil especialmente en exhibición), tipo de colocación y posición (encimera, pared, vertical...), portabilidad y transportabilidad, empleo de nuevos materiales (como el krion), y otras características más.

## Normas de seguridad

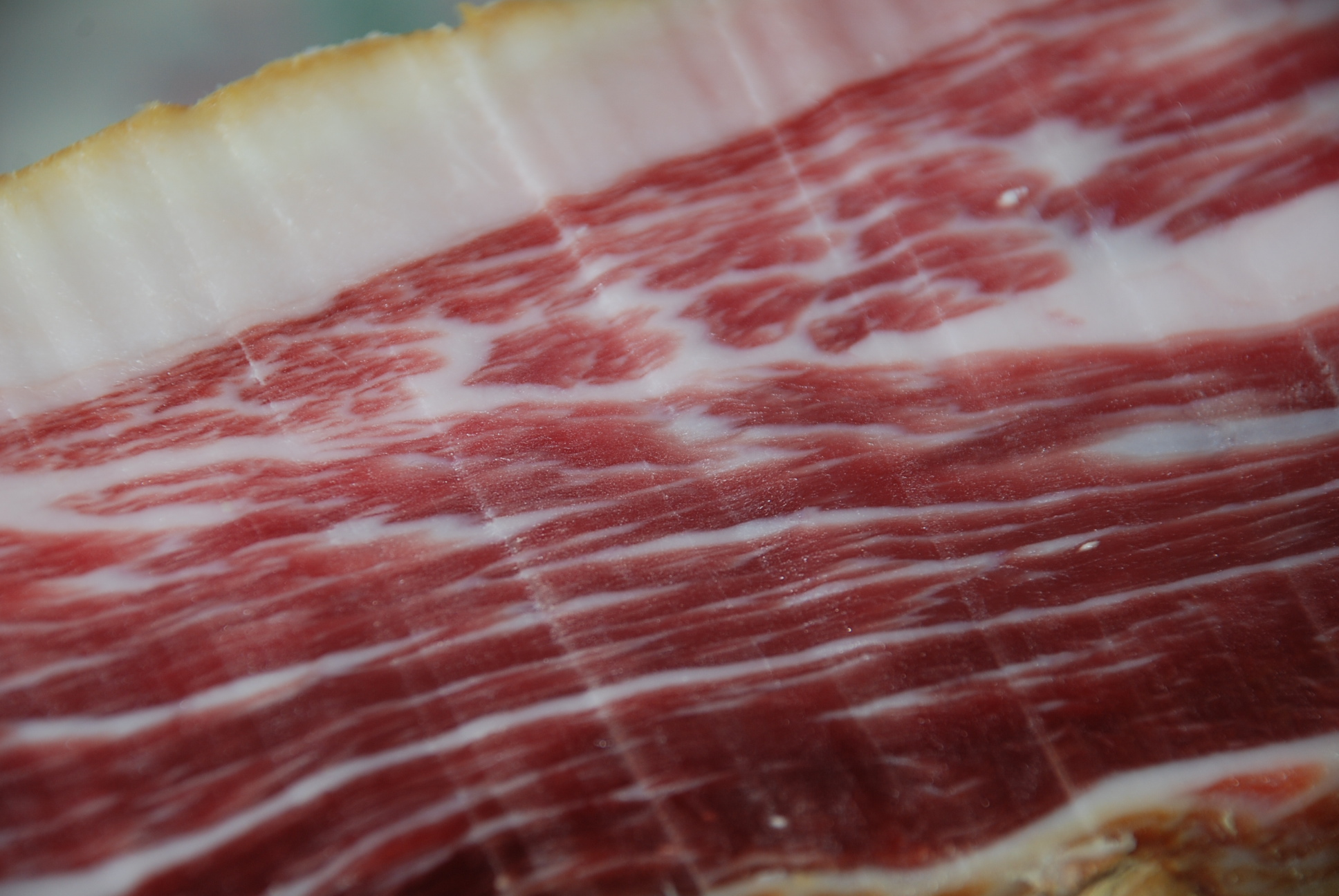
Corte de jamón. Este ha de ser paralelo y con movimientos muy seguidos, dejando las características marcas de la fotografía.

El empleo inexperto de este tipo de cuchillo causa serios accidentes caseros. Para garantizar la seguridad se deben observar las siguientes reglas:
- El jamón estar bien fijo en el portajamones sin que se deslice, estando el jamón bien aferrado a él en todas sus direcciones. Este paso debe ser garantizado por el cortador de jamón antes de comenzar.
- Emplear un cuchillo jamonero bien afilado. Si el cuchillo está bien afilado no se debe hacer fuerza.
- El corte debe ser lento y pausado.
- Mientras se realiza el corte, la mano izquierda debe estar colocada en todo momento a mayor altura que la mano que opera con el cuchillo, y en la dirección contraria a la de corte. Si se es zurdo la regla es al contrario.
- Por precaución debe mantenerse el cuerpo en una posición lo más retirada posible de la zona de corte.